# Havøysund
Havøysund (nordsamisk: Ávanuorri) er en mindre by, et fiskevær der er administrationscenter i Måsøy kommune i Troms og Finnmark fylke i Norge. Byen  ligger på Havøya ud for kysten af Vest-Finnmark, og har 	993 indbyggere per 1. januar 2018.
Fiskeri er vigtigste erhverv  med en række fiskefartøjer, to store virksomheder i fiskeindustrien samt landets nordligste klipfisktørreri.
Stedet ligger på Havøya og har haft broforbindelse med fylkesvei 889 på fastlandet siden 18. august 1988, da Havøysundbroen ble officielt åbnet af Kong Olav V. Norsk Hydro har bygget en vindmøllepark på øen, som er blevet et  landemærke for alle søfarende. Vindmøllerne ligger på Gavlen, hvor der fra udsigtspunktet Arctic View er udsigt over Barentshavet og til det arktiske øriget omkring. 
Stedet har syd- og nordgående hurtigruteforbindelse om morgenen hver dag.
Havøysund har daglige busforbindelser til trafikknudepunktet Olderfjord.
Nærmeste lufthavn  er Lakselv Lufthavn, Banak.
I byen ligger Måsøy museum i en bygning som oprindelig blev bygget som præstebolig i 1950. Museet har fokus på kystkulturen.